# Trudpert Neugart
Trudpert Neugart (* 23. Februar 1742 in Villingen; † 15. Dezember 1825 in St. Paul, Kärnten) war Professor für orientalische Sprachen, Hofkaplan des Fürstabts Martin Gerbert und Stiftsarchivar des Klosters St. Blasien. Er hat sich vor allem um die Erforschung der diplomatischen Geschichte der deutschen Bistümer verdient gemacht.

## Leben
Neugart war wohl ein Sohn des Villinger Spitalmüllers Joachim Neugart und trat nach dem Besuch des Gymnasiums in seiner Vaterstadt in die Abtei St. Blasien ein, wo er neben Philosophie und Theologie auch orientalische Sprachen studierte. Seine Priesterweihe erhielt er am 1. Juni 1765. Im Jahr 1767 wurde er als Professor für orientalische Sprachen an die Universität nach Freiburg im Breisgau berufen, kehrte jedoch um 1770 bereits wieder nach St. Blasien zurück, wo er als Hofkaplan des Fürstbischofs Martin Gerbert tätig war und von diesem zum Dozenten für Theologie am Kloster bestellt wurde. 1778 wurde er Seelsorger in der Stiftspfarrei Gurtweil und Nöggenschwiel, später Administrator der Propstei Krozingen. Um das Jahr 1780 wurde Neugart von Gerbert beauftragt, die Geschichte der deutschen Erzdiözesen, beginnend mit dem Bistum Konstanz, darzustellen. Im Zuge dieser Aufgabe trat er 1783 aus der Seelsorge zurück und wurde Stiftsarchivar in St. Blasien. Nach dem Frieden von Preßburg und mit der beginnenden Aufhebung der Klöster wandte sich Neugart nach Wien, wo er Verhandlungen über die Umsiedlung der Mönche aus St. Blasien beiwohnte, die dann über das Chorherrenstift Spital ins Stift St. Paul im Lavanttal in Kärnten kamen. Dort führte er die in St. Blasien begonnene Arbeit fort und verfasste außerdem auch eine Geschichte des Klosters St. Paul in lateinischer Sprache.

## Werke
- Doctrina de sacramento poenitentiae recte administrando. St. Blasien 1778.
- Codex Diplomaticus Alemanniae et Burgundiae Trans-Iuranae intra fines doecesis Constantiensis. Tomus I, St. Blasien 1791; Tomus II, St. Blasien 1795.[1]
- Episcopatus Constantiensis Alemannicus sub metropoli Moguntina. St. Blasien 1803, erster Teil, erster Band, bis zum Jahr 1100.
- Historia monasterii Ord. S. Benedicti ad S. Paulum in valle inferioris Carinthiae Lavantina. Klagenfurt 1848, 1854.